# Ommeray
Ommeray – miejscowość i gmina we Francji, w regionie Grand Est, w departamencie Mozela.
Według danych na rok 1990 gminę zamieszkiwało 117 osób, a gęstość zaludnienia wynosiła 12 osób/km² (wśród 2335 gmin Lotaryngii Ommeray plasuje się na 928. miejscu pod względem liczby ludności, natomiast pod względem powierzchni na miejscu 617.).